# Cam cháy
 #CC5500 
Màu cam cháy là một biến thể của màu da cam, được sử dụng như một màu chính thức của trường Đại học tổng hợp Texas tại Austin. Một mẫu của màu cam cháy: 

## Tọa độ màu
```
Số Hex
 = #CC5500

RGB
  (r, g, b) = (204, 85, 0)

CMYK
 (c, m, y, k)  = (20, 67, 100, 0)

HSV
 (h, s, v) = (25, 100, 80)
```